# Christian Luidtke
Christian Luidtke, auch Christian Lüdke und Christian Lüdeke (* 11. Januar 1621 in Stendal; † 30. Oktober 1686 ebenda) war ein deutscher Verwaltungsjurist, Obersekretär, Kämmerer, Ratsherr und Bürgermeister in der Stadt Stendal.

## Familie
Christian Luidtke war der Sohn des langjährigen Bürgermeisters von Stendal Germanus Luidtke (1580–1672) und dessen Ehefrau Anna Krahn. Im Jahre 1668 heiratete er Maria Hedwig Schönebeck (1648–1713), die Tochter der Eheleute Benedikt Schönbeck und Maria Karstedt. Aus der Ehe sind vier Kinder hervorgegangen:
- Germanus (Hermann) ~ 22. Januar 1671
- Sophia ~ 15. Juni 1673
- Benedict ~ 6. August 1677
- Germanus ~ 7. Oktober 1683.

Der erste Sohn Germanus ist wohl im Kindesalter verstorben. Das 4. Kind war der der spätere Archidiakon in Stendal Germanus Lüdke (1683–1735).
Der aus Sandstein gefertigte Grabstein von Maria Hedwig ist vollständig erhalten. Er liegt im hohen Chor der Marienkirche unmittelbar vor dem Hauptaltar.
Direkte Vorfahren sind der Havelberger Domherr Matthäus Ludecus und der kurfürstlich brandenburgischen Kanzler Johann Weinlob.
Durch die Heirat mit Maria Hedwig Schönebeck gehören seine Abkömmlinge auch zu der Schönebeckschen Stiftung.

## Werdegang
Im Rat der Stadt Stendal war er schon beim Tode seines Vaters Germanus Luidtke im Jahre 1672 als Ratsherr und Stadtsekretär tätig und danach regelmäßig Ratsherr oder Kämmerer und in den Jahren 1683 und 1685 Bürgermeister.